# يوسف بن فارس الشلفون
يوسف الشلفون (1839 -1896)، هو شاعر، أديب وصحفي لبناني. لقب برائد الصحافة والطباعة في بلاد الشام.

## حياته
ولد في بيروت باسم يوسف بن فارس بن يوسف الخوري. عاش في لبنان، وسورية. أكمل تعليمه الابتدائي والثانوي في مدارس بيروت، اعتمد بعدها على نفسه للتثقيف الذاتي من خلال القراءات الشخصية.
عمل بصف الأحرف في المطبعة السورية التي أنشأها خليل الخوري (1857)، وأنشأ المطبعة العمومية (1861).
انتدبه فؤاد باشا لنظارة المحررات الرسمية وترتيبها في ولاية سوريا، بعدها عهد إليه داود باشا متصرف جبل لبنان بتنظيم مطبعة حكومية في مركز المتصرفة، ثم أنشأ المطبعة الكلية.
لم يقتصر التنافس داخل التيار النهضوي على رجال الفكر المحافظين، بل تعداه إلى الرواد الطليعيين والتقدميين بقيادة بطرس البستاني، وصفوة مختارة من الرواد الشباب الذين انفصلوا رويدا عن المحافظين وشكلوا جناحا «مقداما» كي لا نقول «ثوريا» من أعلام الهضة. والدليل على ذلك يكمن في أن ظهور «النشرة الشهرية» بمبادرة من المرسلين الأمريكان وآل سركيس قد تزامن مع نشر مجلة أخرى رسمية لها وهي «الشركة الشهرية». ومؤسس هذه المجلة لم يكن من الأعلام الذائعي الصيت، بل من الأشخاص الذين ترعرعوا في أوساط المبشرين الأمريكان، والذي استدعاه داود باشا لترتيب مطبعة الحكومة في بيت الدين. ونعني به يوسف الشلفون. عمرت هذه المجلة ثمانية شهور فقط، اقتصر مؤسسها نشاطه على نشر نبذ من كتب العرب الأقدمين، أو قصص مترجمة عن كتبة الإفرنج المدثين، ولاسيما قصة «مونت كريستو» لإسكندر دوماس من تعريب سليم صعب.

## الإنتاج الشعري
له ديوان: أنيس الجليس - 1874، وله قصائد نشرت في عدد من الصحف مثل: الزهرة، والنحلة، والنجاح، والتقدم، وله قصيدتان نشرتا في مجلة المشرق - المجلد الثالث 1900، المجلد الثالث عشر 1910، من قصائده:
- أنا الصب العميد
- ما ذاك إلا من فراق
- أنت المليك
- لاح السرور

## أعماله
له عدد من المصنفات، منها: «ترجمان المكاتبة» 1864، و«تسلية الحواضر في لطائف النوادر» 1864، و«حفظ الوداد».
شاعر المناسبات القلقة إذ عاصر أحداثًا مؤثرة، قدم مدائحه لكل من أسهم فيها، جمعت قصائده بين الأغراض التقليدية، كالغزل والمديح والاستقبال والتهنئة والرثاء، كان حريصًا على استخدام المحسنات البديعية، اتسمت لغته بالقوة وأسلوبه بالإحكام وصوره بالغزارة والخصوبة.